# Aron Baynes
Aron John Baynes (Gisborne, 9 de dezembro de 1986) é um ex-jogador australiano de basquetebol. Ele jogou basquete universitário pela Washington State University antes de começar sua carreira profissional na Europa. Em 2013, ele se juntou ao San Antonio Spurs e, um ano depois, ganhou um campeonato da NBA com os Spurs. Ele também jogou pelo Detroit Pistons , Boston Celtics, Phoenix Suns e Toronto Raptors . Na National Basketball League (NBL), ele jogou pelo Brisbane Bullets entre 2022 e 2024. Baynes também jogou pela seleção australiana.

## Primeiros anos
Nascido em Gisborne, Nova Zelândia, Baynes se mudou com sua família para a pequena cidade australiana de Queensland, aos três anos de idade. Ele jogava rugby até os 15 anos quando seu irmão mais velho, Callum, apresentou-o ao basquete. Como resultado, Baynes decidiu se concentrar em seguir uma carreira no basquete e, posteriormente, deixar o rugby. 
Logo após a formatura do ensino médio, ele se juntou ao Instituto Australiano do Esporte em 2004-05 e aceitou uma bolsa de estudos da Universidade do Estado de Washington em 2006.

## Carreira profissional

### Europa (2009-2013)
Em 29 de maio de 2009, Baynes assinou um contrato de dois anos com o Lietuvos Rytas, da Liga Lituana de Basquetebol. Em julho de 2009, ele jogou no Summer League jogando no Los Angeles Lakers.
Em 15 de julho de 2010, Baynes assinou um contrato de dois anos com o Baskets Oldenburg, da Liga Alemã de Basquetebol. Em 40 jogos pelo Oldenburg em 2010-11, ele teve uma média de 6,8 pontos e 3,7 rebotes por jogo.
Em 24 de agosto de 2011, Baynes assinou um contrato de um ano com o Ikaros Kallitheas, da Liga Grega de Basquetebol.
Em 1 de agosto de 2012, Baynes assinou um contrato de um ano com a Union Olimpija da Liga Eslovena de Basquetebol. Em 5 de janeiro de 2013, ele jogou seu último jogo no Olimpija, ele deixou a equipe em busca de um contrato da NBA.

### San Antonio Spurs (2013–2015)
Em 23 de janeiro de 2013, Baynes assinou com o San Antonio Spurs. Em seu segundo jogo na NBA, Baynes registrou sete pontos, nove rebotes e um bloqueio na vitória por 102-78 sobre o Charlotte Bobcats. Durante a temporada 2012-2013, ele foi mandado várias vezes ao Austin Toros da G League.
Ele fez sua primeira partida como titular na NBA no Jogo 4 da primeira rodada dos playoffs contra o Los Angeles Lakers e foi encarregado de marcar Dwight Howard. Os Spurs alcançaram as Finais da NBA de 2013, mas perdeu a série em sete jogos para o Miami Heat.
Em 6 de maio de 2014, ele registrou 10 pontos e sete rebotes na vitória por 116-92 sobre o Portland Trail Blazers no Jogo 1 das semifinais da Conferência Oeste. Baynes ajudou os Spurs a derrotar o Miami Heat por 4-1 nas Finais da NBA de 2014 para conquistar seu primeiro título da NBA.
Em 26 de setembro de 2014, Baynes voltou a assinar com os Spurs. Em 20 de dezembro de 2014, ele marcou 16 pontos, ao mesmo tempo em que foi titular no lugar do Tim Duncan em uma derrota por 99-93 para o Dallas Mavericks. Em 1 de abril de 2015 e 3 de abril de 2015, Baynes teve jogos consecutivos de 18 pontos.

### Detroit Pistons (2015–2017)
Em 12 de julho de 2015, Baynes assinou com o Detroit Pistons. Em 19 de março de 2016, ele marcou 21 pontos em uma vitória por 115-103 sobre o Brooklyn Nets. Em 14 de novembro de 2016, Baynes marcou 20 pontos contra o Oklahoma City Thunder quando foi titular no lugar de Andre Drummond.

### Boston Celtics (2017–2019)
Em 19 de julho de 2017, Baynes assinou com o Boston Celtics. Em 8 de novembro de 2017, ele fez 21 pontos em uma vitória por 107-96 sobre o Los Angeles Lakers. No último jogo da temporada regular dos Celtics, em 11 de abril de 2018, Baynes liderou a equipe com 26 pontos e 14 rebotes na vitória por 110-97 sobre o Brooklyn Nets.
Em 7 de julho de 2018, Baynes voltou a assinar com os Celtics. Em 19 de dezembro de 2018, numa derrota por 111-103 para o Phoenix Suns, Baynes quebrou um osso na mão esquerda e foi descartado por quatro a seis semanas. Ele retornou à ação em 16 de janeiro de 2019 contra o Toronto Raptors. Em 3 de fevereiro, ele foi afastado com uma contusão no pé esquerdo.

### Phoenix Suns (2019–2020)
Em 6 de julho de 2019, Baynes, junto com Ty Jerome, foi negociado com o Phoenix Suns em troca de uma escolha de primeira rodada de 2020. Depois que Deandre Ayton foi suspenso por 25 jogos devido ao uso de diuréticos em 24 de outubro, Baynes foi promovido ao time titular da equipe durante esse período. Em 30 de outubro, Baynes registrou 24 pontos, 12 rebotes e 7 assistências, o recorde de sua carreira, na vitória por 121-110 sobre o Golden State Warriors. Em 6 de março de 2020, Baynes marcou 37 pontos e acertou nove cestas de 3 pontos, ambas maiores marcas da carreira, junto com 16 rebotes, em uma vitória por 127–117 sobre o Portland Trail Blazers. Ele não apenas empatou o recorde da franquia de mais cestas de três pontos feitos em um único jogo, mas também se juntou a James Harden como o único outro jogador a registrar mais de 35 pontos, mais de 15 rebotes e 9 cestas de três pontos em um único jogo.
Em 23 de junho de 2020, os Suns relatou que dois de seus jogadores testaram positivo para COVID-19. Em uma entrevista em 22 de julho, Baynes revelou-se como um dos dois jogadores. Ao contrário de seu outro companheiro de equipe que testou positivo, Baynes retornou à equipe no Bolha da NBA, certificando-se de que ele testou completamente negativo para o vírus antes de entrar na bolha. Por causa de sua entrada tardia e do subseqüente período de quarentena, ele não pôde jogar em 31 de julho contra o Washington Wizards. Depois de se recuperar do vírus, Baynes foi posteriormente diagnosticado com uma contusão no joelho direito, deixando-o fora de ação pelo resto da temporada regular reiniciada. Apesar de estar fora de ação durante a maior parte do jogo, Baynes foi considerado livre para jogar no último jogo do time da temporada, mas decidiu contra isso.

### Toronto Raptors (2020–Presente)
Em 22 de novembro de 2020, Baynes assinou um contrato de dois anos, no valor de $ 14,3 milhões, com o Toronto Raptors. A assinatura foi oficialmente anunciada pelos Raptors em 25 de novembro.

## Carreira na seleção
Baynes jogou pela Seleção Australiana no Campeonato Mundial e 2010 na Turquia, nos Jogos Olímpicos de 2012 em Londres, na Campeonato Mundial de 2014 na Espanha e nas Jogos Olímpicos de 2016 no Rio de Janeiro. A Austrália chegou a disputa da medalha bronze nas Olimpiadas de 2016 e perderam para a Espanha.

## Estatísticas

### NBA

#### Temporada regular
| Ano      | Equipe      | PJ  | PT  | MPJ  | AP   | 3P   | LL   | RT  | AS  | BR | TO | PPJ  |
| -------- | ----------- | --- | --- | ---- | ---- | ---- | ---- | --- | --- | -- | -- | ---- |
| 2012–13  | San Antonio | 16  | 0   | 8.8  | .500 | .000 | .583 | 2.0 | .3  | .1 | .4 | 2.7  |
| 2013–14† | San Antonio | 53  | 4   | 9.3  | .436 | .000 | .905 | 2.7 | .6  | .0 | .1 | 3.0  |
| 2014–15  | San Antonio | 70  | 17  | 16.0 | .566 | .250 | .865 | 4.5 | .5  | .2 | .3 | 6.6  |
| 2015–16  | Detroit     | 81  | 1   | 15.2 | .505 | .000 | .764 | 4.7 | .6  | .3 | .6 | 6.3  |
| 2016–17  | Detroit     | 75  | 2   | 15.5 | .513 | .000 | .840 | 4.4 | .4  | .2 | .5 | 4.9  |
| 2017–18  | Boston      | 81  | 67  | 18.3 | .471 | .143 | .756 | 5.4 | 1.1 | .3 | .6 | 6.0  |
| 2018–19  | Boston      | 51  | 18  | 16.1 | .471 | .344 | .855 | 4.7 | 1.1 | .2 | .7 | 5.6  |
| 2019–20  | Phoenix     | 42  | 28  | 22.2 | .480 | .351 | .747 | 5.6 | 1.6 | .2 | .5 | 11.5 |
| Carreira | Carreira    | 469 | 137 | 15.1 | .492 | .136 | .789 | 4.2 | 0.7 | .1 | .4 | 5.8  |

#### Playoffs
| Ano      | Equipe      | PJ | PT | MPJ  | AP   | 3P   | LL    | RT  | AS  | BR | TO | PPJ |
| -------- | ----------- | -- | -- | ---- | ---- | ---- | ----- | --- | --- | -- | -- | --- |
| 2013     | San Antonio | 4  | 1  | 5.8  | .571 | .000 | .000  | 1.3 | .0  | .0 | .0 | 2.0 |
| 2014     | San Antonio | 14 | 0  | 7.2  | .500 | .000 | .800  | 2.2 | .0  | .2 | .0 | 2.3 |
| 2015     | San Antonio | 4  | 0  | 10.0 | .300 | .000 | 1.000 | 2.5 | .3  | .0 | .0 | 2.3 |
| 2016     | Detroit     | 4  | 0  | 11.0 | .444 | .000 | .667  | 2.0 | .5  | .0 | .0 | 2.5 |
| 2018     | Boston      | 19 | 12 | 20.5 | .506 | .478 | .722  | 6.2 | 1.0 | .2 | .6 | 6.0 |
| 2019     | Boston      | 9  | 5  | 12.8 | .571 | .333 | .500  | 2.8 | .3  | .3 | .3 | 2.1 |
| Carreira | Carreira    | 54 | 18 | 11.2 | .481 | .135 | .614  | 2.8 | .3  | .1 | .1 | 2.8 |

### EuroLeague
| Ano      | Equipe         | PJ | PT | MPJ  | AP   | 3P   | LL   | RT  | AS | BR | TO | PPJ  |
| -------- | -------------- | -- | -- | ---- | ---- | ---- | ---- | --- | -- | -- | -- | ---- |
| 2009–10  | Lietuvos Rytas | 10 | 8  | 13.3 | .511 | .000 | .643 | 3.0 | .2 | .4 | .9 | 5.5  |
| 2012–13  | Union Olimpija | 10 | 10 | 26.2 | .587 | .000 | .698 | 9.8 | .5 | .5 | .5 | 13.8 |
| Carreira | Carreira       | 20 | 18 | 19.7 | .548 | .000 | .670 | 6.4 | .3 | .4 | .7 | 9.6  |

### Universitário
| Ano      | Equipe           | PJ  | PT | MPJ  | AP   | 3P    | LL   | RT  | AS  | BR  | TO  | PPJ  |
| -------- | ---------------- | --- | -- | ---- | ---- | ----- | ---- | --- | --- | --- | --- | ---- |
| 2005–06  | Washington State | 28  | 12 | 16.5 | .429 | .000  | .641 | 4.1 | 0.1 | 0.2 | 0.5 | 5.2  |
| 2006–07  | Washington State | 26  | 7  | 16.4 | .495 | .000  | .646 | 3.1 | 0.1 | 0.2 | 0.4 | 5.2  |
| 2007–08  | Washington State | 35  | 34 | 24.0 | .600 | .000  | .660 | 6.0 | 0.3 | 0.7 | 0.7 | 10.4 |
| 2008–09  | Washington State | 33  | 33 | 28.8 | .580 | 1.000 | .774 | 7.5 | 0.6 | 0.3 | 1.3 | 12.7 |
| Carreira | Carreira         | 122 | 86 | 21.4 | .526 | .250  | .680 | 5.1 | 0.2 | 0.3 | 0.7 | 8.3  |

Nota: A EuroLeague não é a única competição em que o jogador participou da equipe durante a temporada. Ele também jogou na Copa e na Liga Nacional
Fonte: